# Wilson (film)
Wilson este un film american din 1944 în Tehnicolor regizat de Henry King și produs de Darryl F. Zanuck. Scenariul este scris de Lamar Trotti. Rolurile principale au fost interpretate de actorii Charles Coburn, Alexander Knox, Geraldine Fitzgerald, Thomas Mitchell și Sir Cedric Hardwicke. Este un film biografic despre viața președintelui american Woodrow Wilson.

## Prezentare
Povestea filmului începe în 1909, o perioadă în care Wilson (Alexander Knox) este cel mai bine cunoscut ca șef al Universității Princeton și autor al mai multor cărți despre procesul democratic. Fiind cerut în funcția de guvernator al statului New Jersey de către mașinăria politică locală, Wilson se dovedește curând a fi un om dedicat adevărului cu orice preț.
În timpul mandatului său de președinte, Wilson trebuie să treacă prin momentele de după moartea primei sale soții, trebuie să implice SUA în Marele Război datorită ostilităților germane și să înfrunte reticența propriei sale țări de a adera la Liga Națiunilor.

## Distribuție
- Alexander Knox ca Woodrow Wilson
- Charles Coburn ca Doctor Henry Holmes
- Geraldine Fitzgerald ca Edith Bolling Galt
- Thomas Mitchell ca Joseph Tumulty
- Sir Cedric Hardwicke ca Senator Henry Cabot Lodge
- Vincent Price ca William Gibbs McAdoo
- William Eythe ca George Felton
- Mary Anderson ca Eleanor Wilson
- Ruth Ford ca Margaret Wilson
- Sidney Blackmer ca Josephus Daniels
- Stanley Ridges ca Dr. Cary Grayson
- Eddie Foy, Jr. ca Eddie Foy
- Charles Halton - Colonel House
- Thurston Hall ca Senator Edward H. "Big Ed" Jones
- Charles F. Miller ca Senator Bromfield
- Dwight Frye - ar fi trebuit să joace rolul fostului ministru al apărării Newton D. Baker, dar a murit de un atac de cord înainte de filmări.

## Istoria producției
Filmul a fost scris de Lamar Trotti și regizat de Henry King. Fiica lui Wilson, Eleanor Wilson McAdoo, a servit pe post de consilier informal al filmului. Jurnalistul Ray Stannard Baker, o autoritate în privința biografiei lui Wilson, a fost, de asemenea, un consilier al acestui film.

## Primire
Deși filmul a fost aclamat de majoritatea criticilor, fiind și recompensat cu mai multe premii Oscar, a avut încasări foarte slabe la box office. Criticul de film Manny Farber a fost foarte ne-entuziasmat, numind producția "costisitoare, plictisitoare și impotentă" adăugând că: "Efectul filmului este similar cu cel produs de albumele sterile de cărți poștale cumpărate din stațiile de cale ferată... Producătorii ar fi trebuie să știe mult mai multe despre războiul mondial, despre pacea de la Versailles și despre Wilson însuși..."
În ciuda recenziilor negative și încasărilor dezastruoase, filmul a câștigat mai multe premii Oscar: pentru cele mai bune decoruri (color) (Wiard Ihnen, Thomas Little); cea mai bună imagine (color); cel mai bun montaj ; cel mai bun mixaj sonor, înregistrat (E. H. Hansen); și cel mai bun scenariu original . A fost nominalizat la Premiul Oscar pentru cel mai bun actor (Alexander Knox); cel mai bun regizor; cele mai bune efecte vizuale, efecte speciale (Fred Sersen, Roger Heman Sr.); cea mai bună coloană sonoră pentru film dramatic sau de comedie și cel mai bun film. 
Filmul este notabil pentru faptul că Alexander Knox a interpretat în acesta unul dintre puținele sale roluri principale.